# Gâscă de vară
Gâsca de vară (Anser anser) este o specie de gâscă mare din familia păsărilor de apă Anatidae și specia tip a genului Anser. Are un penaj pestriț, gri și alb, cioc portocaliu și picioare roz. Este o pasăre mare, care măsoară între 74 și 91 de centimetri în lungime, cu o greutate medie de 3,3 kilograme. Răspândirea sa este extinsă, păsările din nordul arealului său din Europa și Asia migrând adesea spre sud pentru a-și petrece iarna în locuri mai calde, deși multe populații sunt rezidente, chiar și în nord. Este strămoșul celor mai multe rase de gâște domestice, fiind domesticită cel puțin încă din anul 1360 î.Hr. Numele de gen și epitetul specific provin de la anser, cuvântul latin pentru „gâscă”.

## Galerie

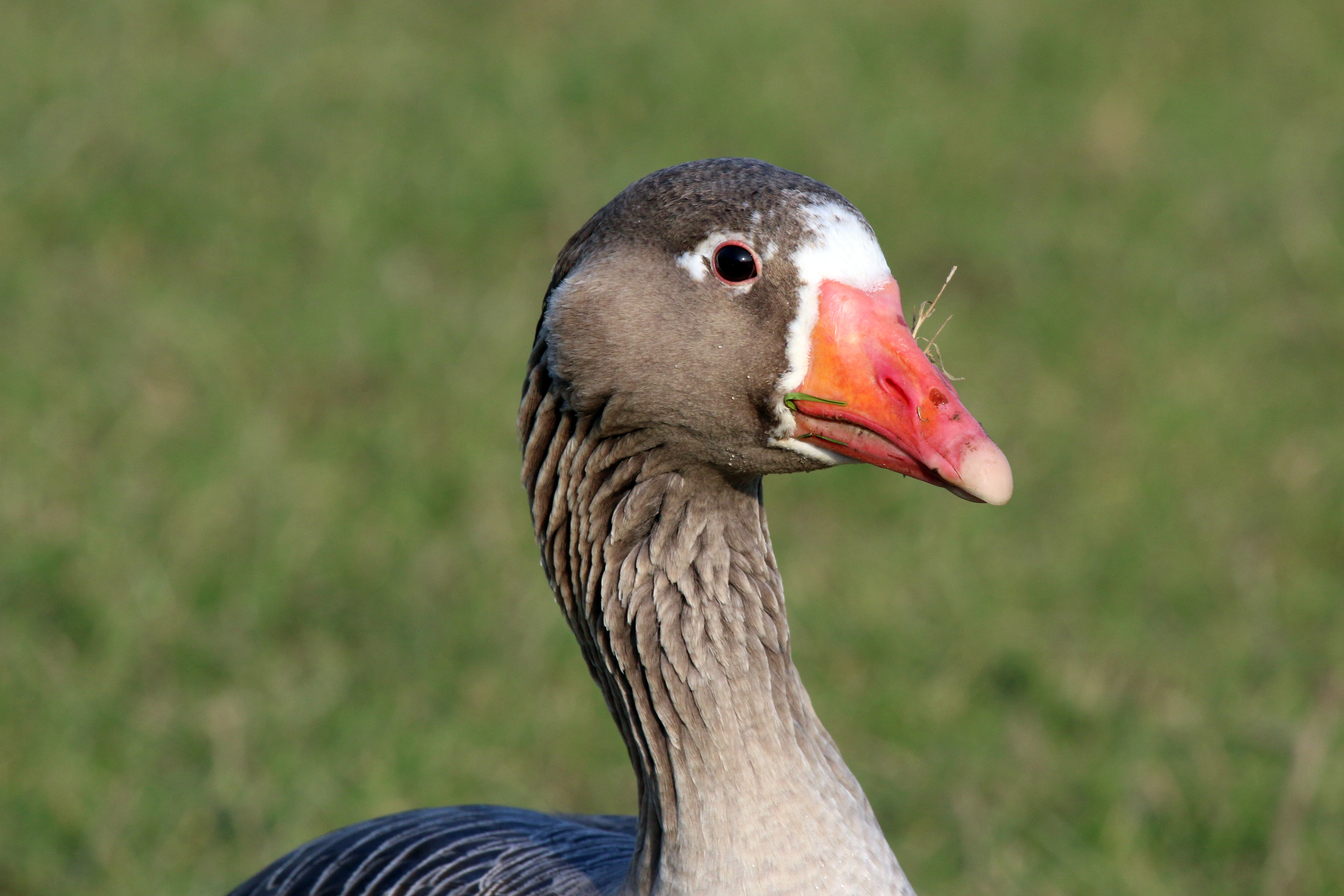
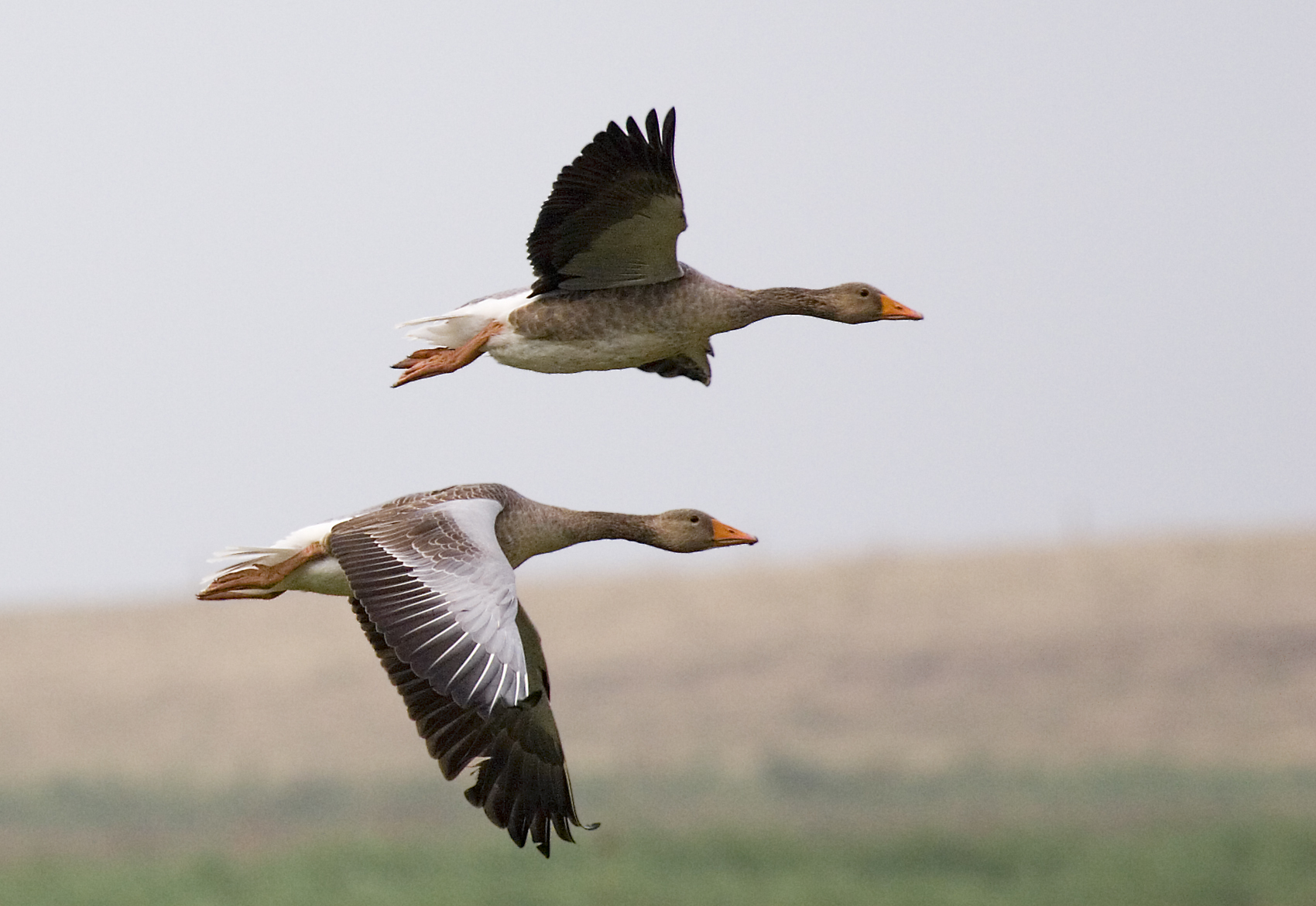
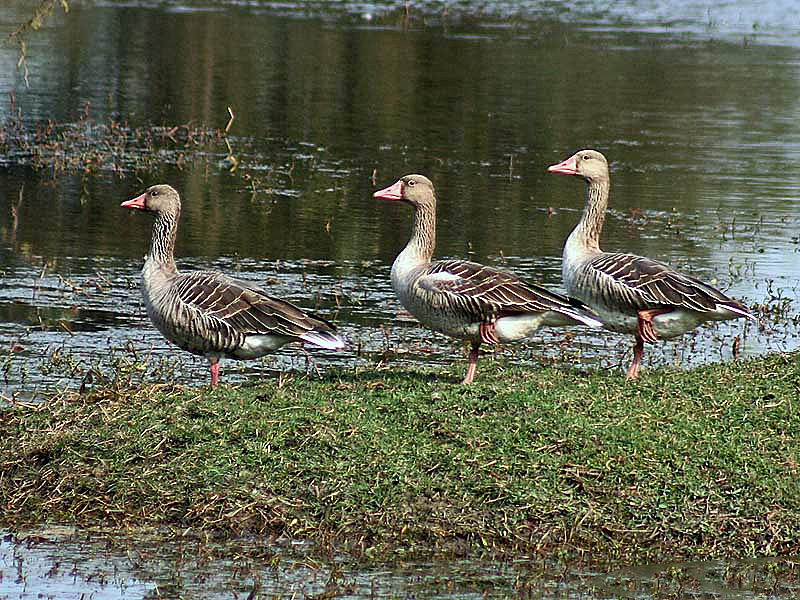
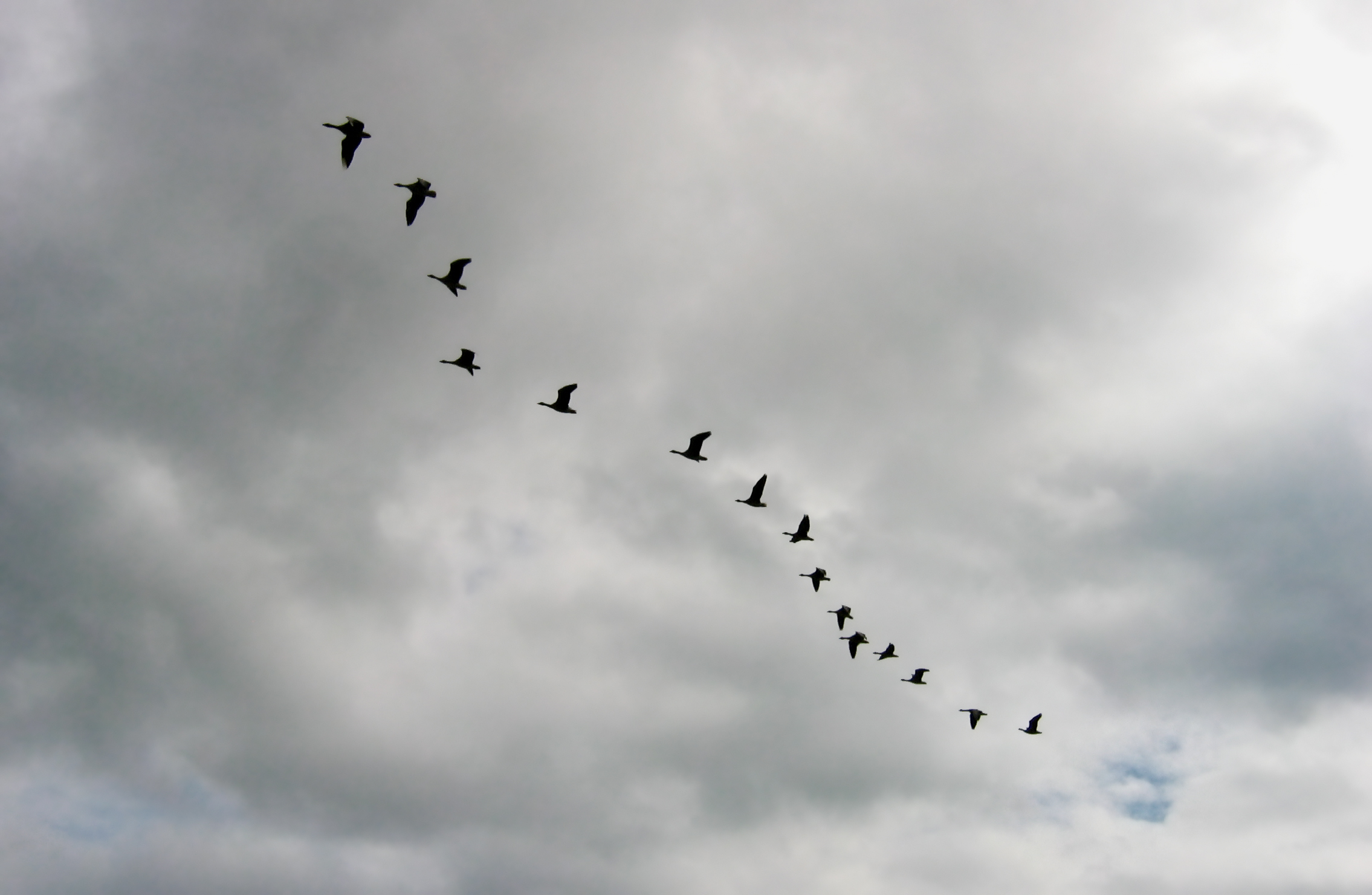
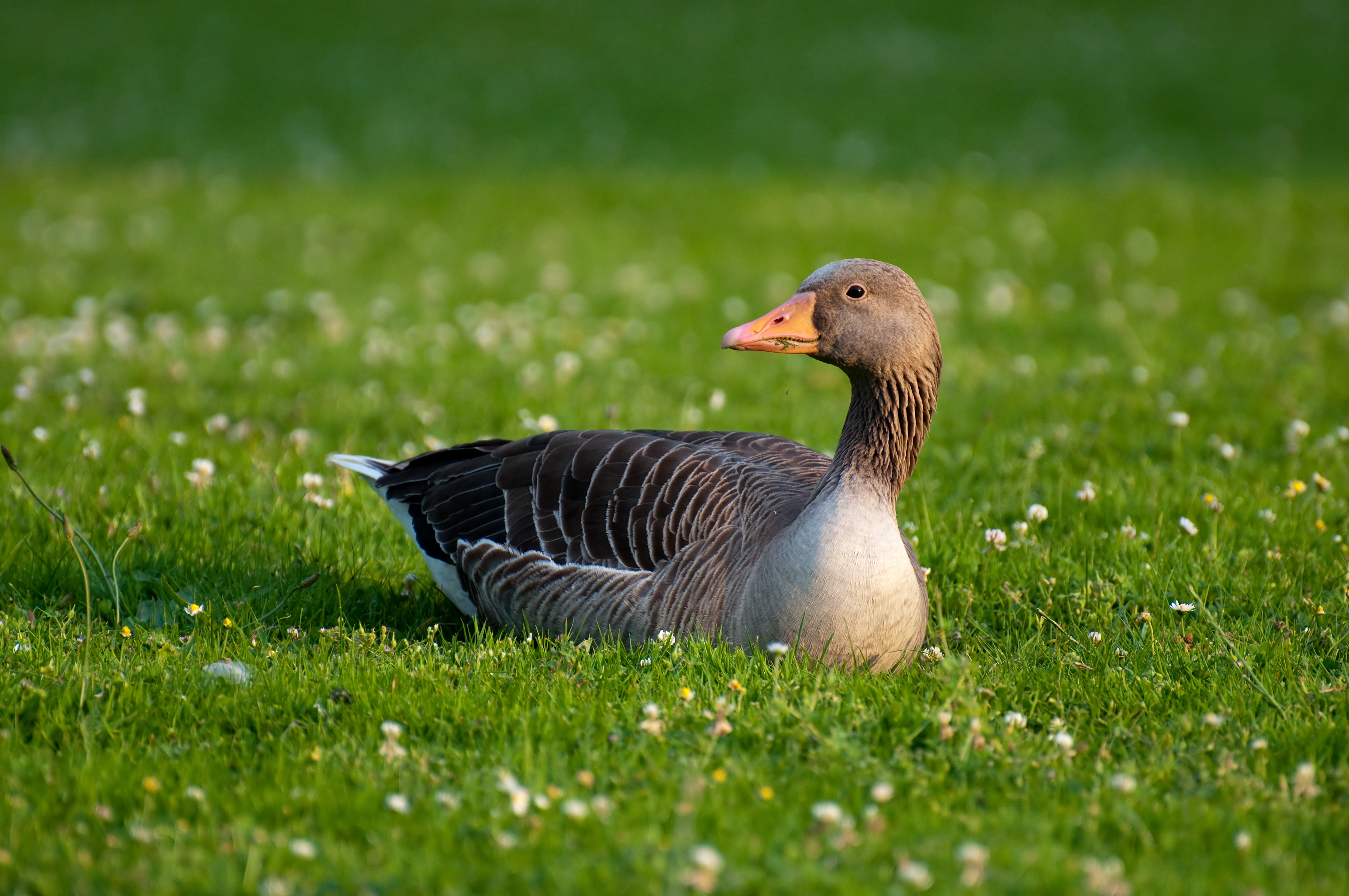
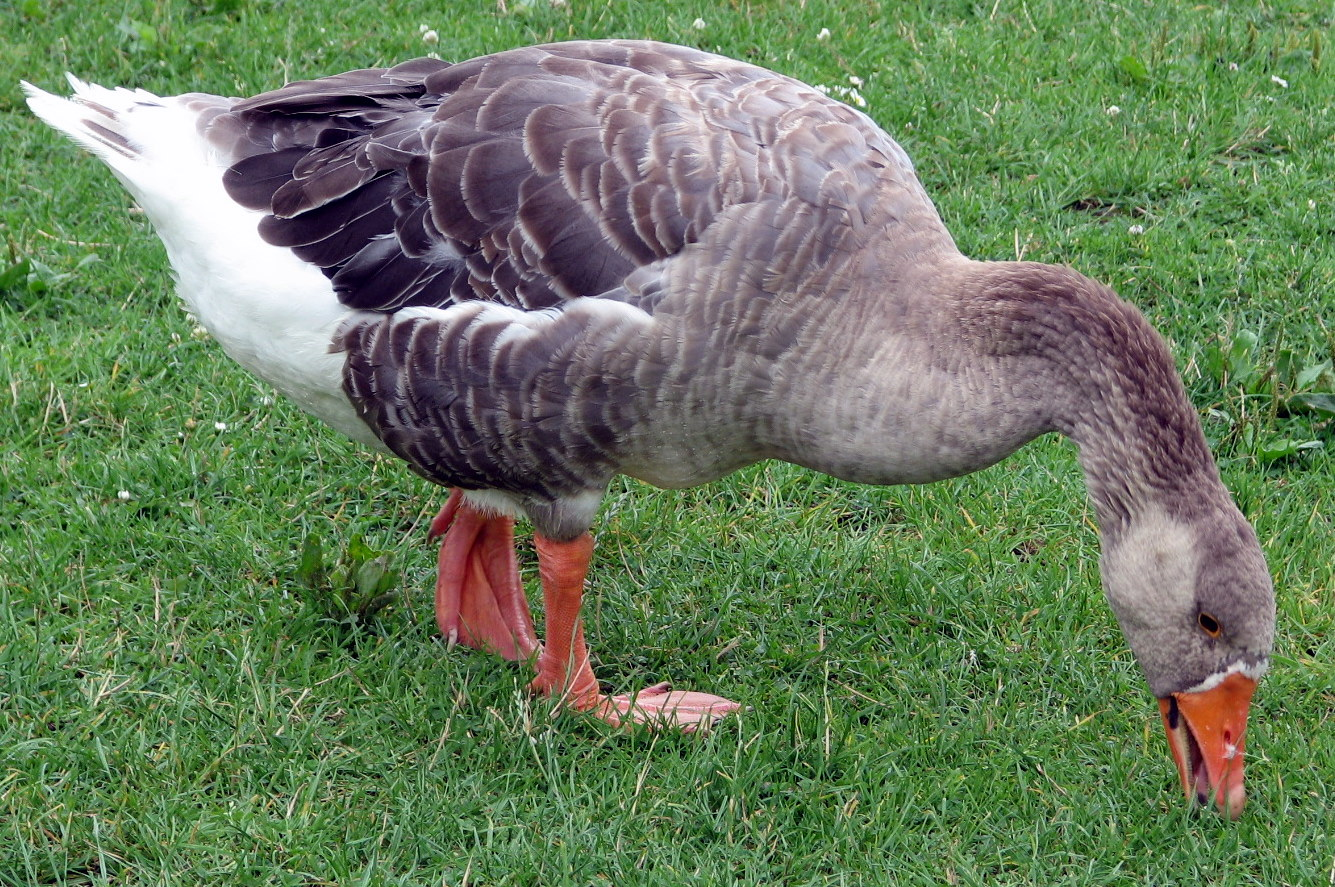
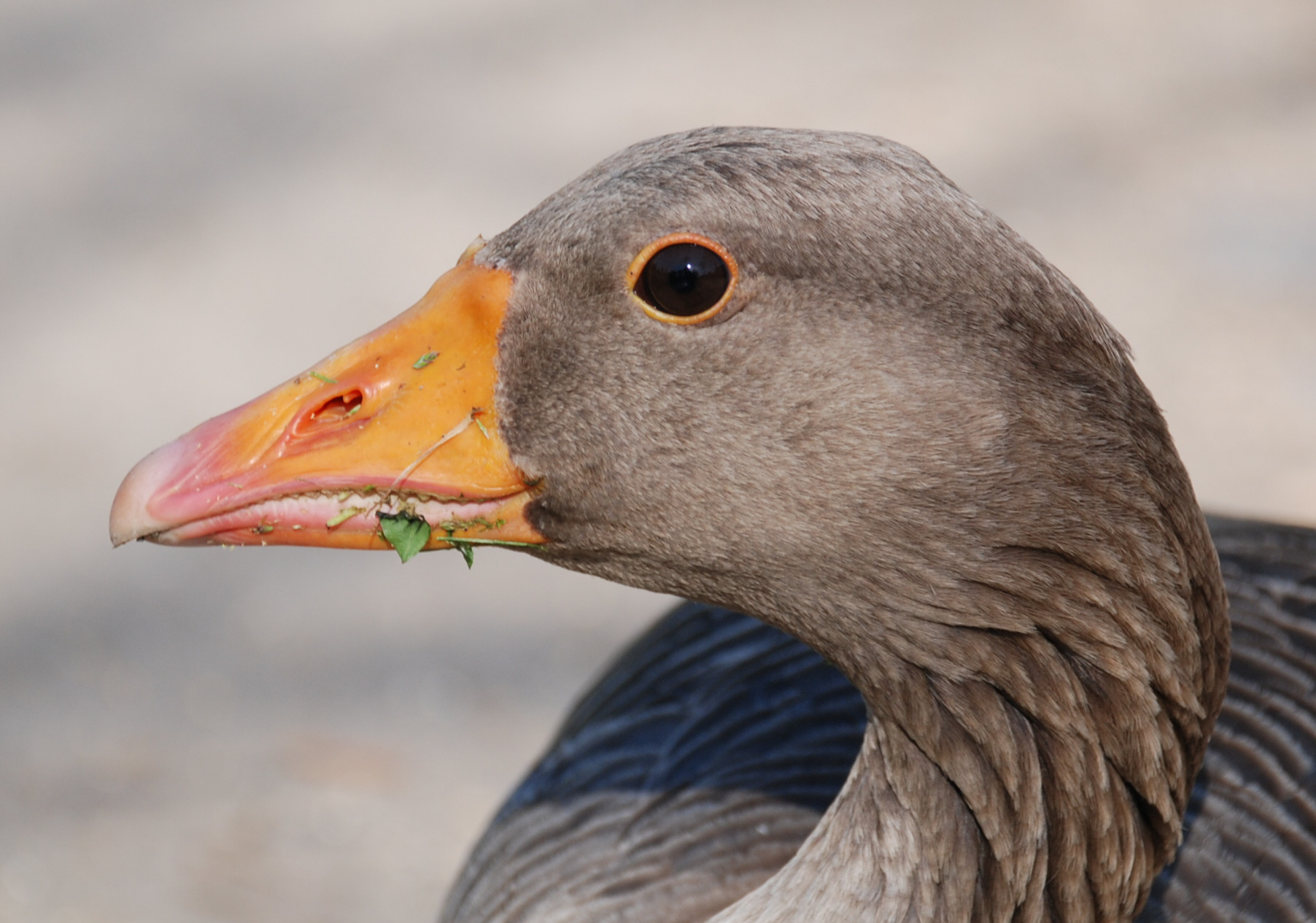
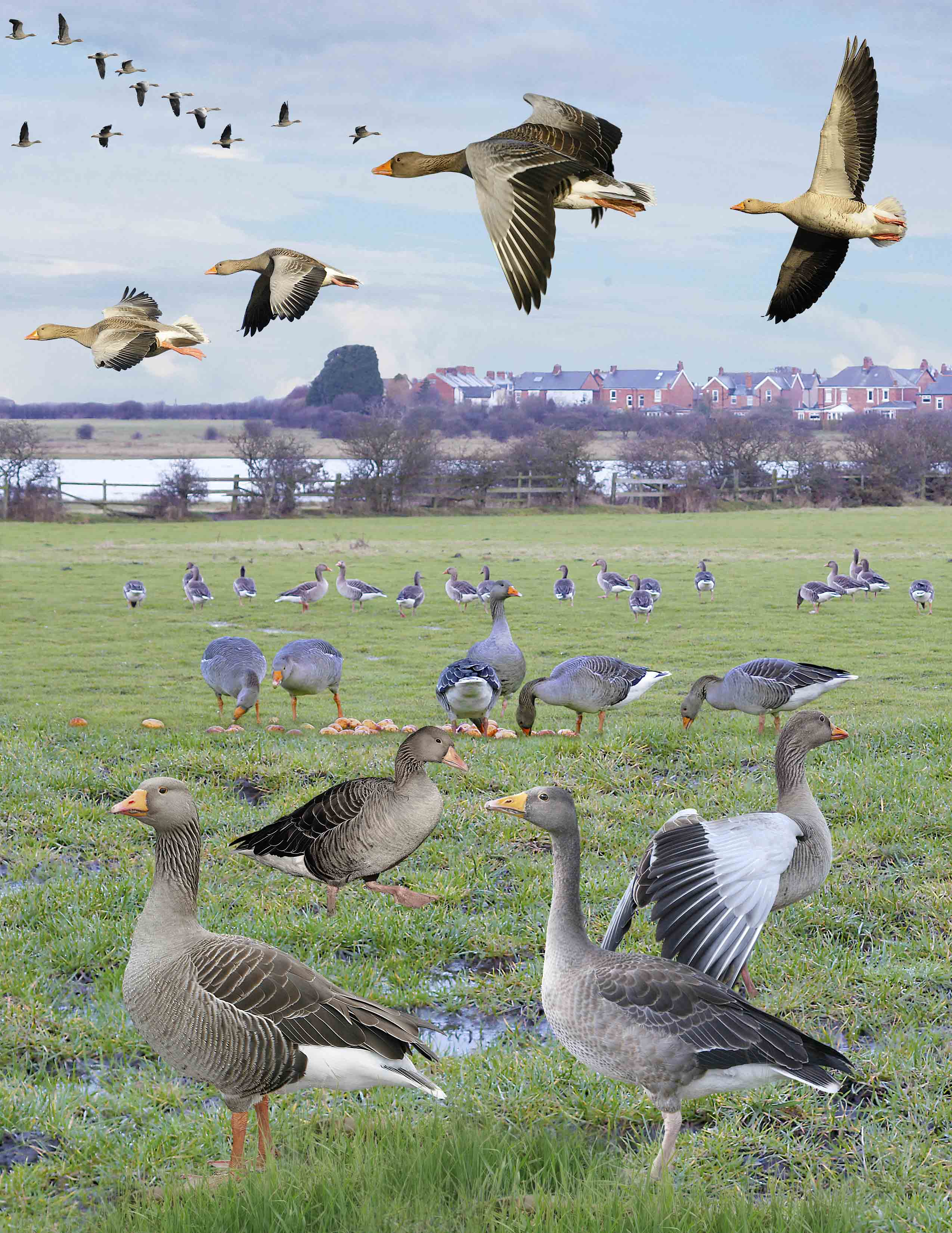
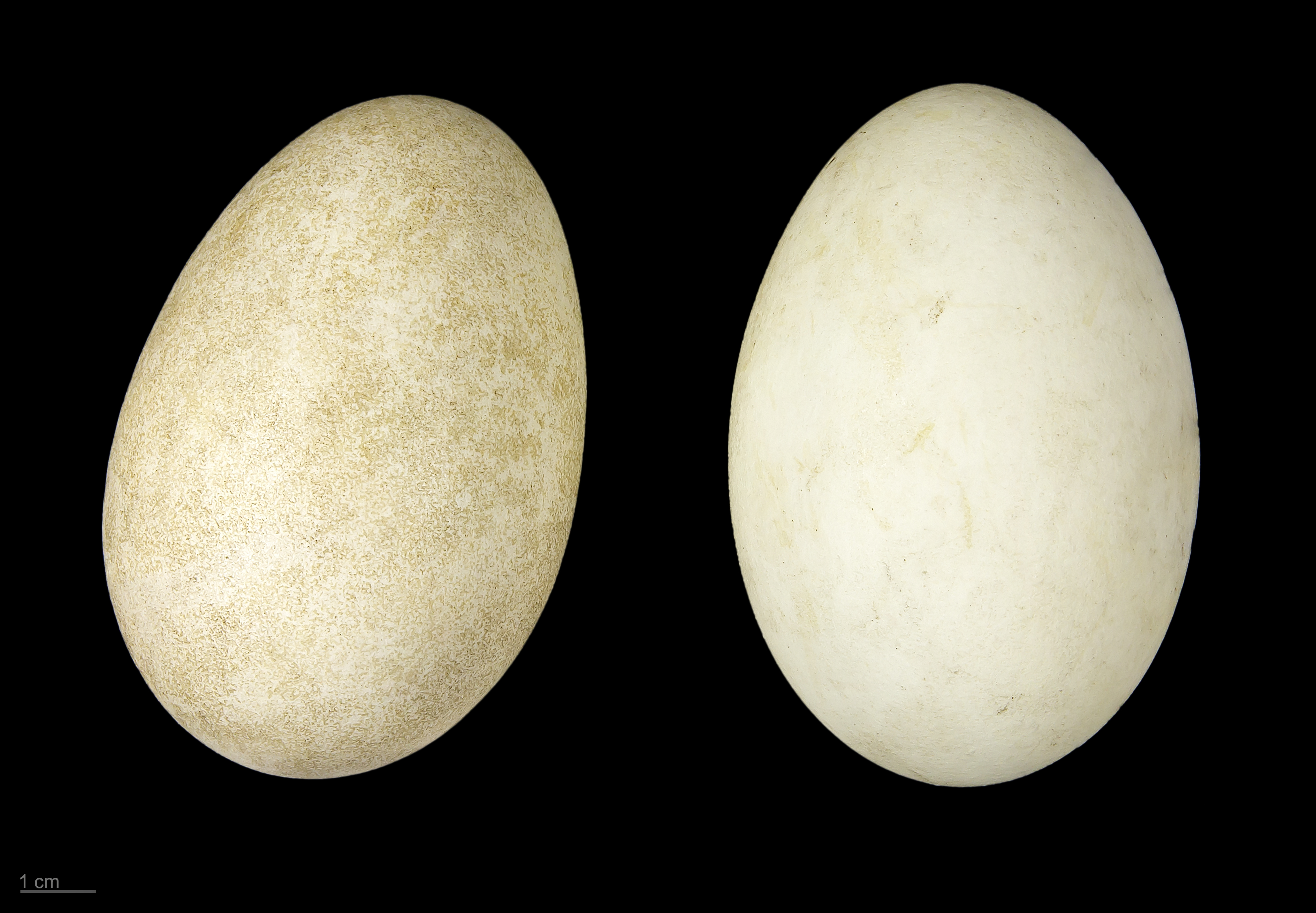
Anser anser - MHNT